# 韧网球中心
韧网球中心（日语：靱テニスセンター）是位于大阪府大阪市西区靱公園内的一座网球综合设施。自2014年4月起，韧网球中心管理团队（由日本网球协会和ITC株式会社的合资企业）成为该网球场的指定管理者。

## 历史
1953年，韧网球场作为大阪国际草地网球俱乐部（大阪国際ローンテニスクラブ）的主球场投入使用。翌年，这里举办了全日本网球锦标赛（全日本テニス選手権），直到1983年，该赛事一直与田园网球俱乐部（田園テニスクラブ）等轮流举办。后来网球场扩建到了西园的原韧足球场旧址，并于1995年作为韧网球中心投入使用。2006年球场进行了翻修。
目前的设施由16个硬地球场组成，包括14个普通球场、1个中心球场和1个副中心球场（1号球场）。中心球场和副中心球场设有观众席，分别可以容纳5000人和500人，可用于正式比赛。中央球场可容纳5000人，1号球场可容纳500人。
现在，这里举办过许多大型赛事，包括世界青少年网球锦标赛大阪市长杯（世界スーパージュニアテニス選手権大会），从2009年到2014年，以及从2023年开始一直是国际女子网球协会赛事日本女子网球公开赛（现与日本网球公开赛合并）的举办地。2019年的泛太平洋网球公开赛也在这里举行。
除网球比赛外，自2011年起，该场地还用于举办沙滩排球JBV巡回赛（JBVツアー）和大阪公开赛（大阪オープン）。
自2017年9月1日起，根据冠名协议，该设施更名为ITC韧网球中心（ITC靱テニスセンター）和ITC韧花园体育场（ITC靱庭球場）。
这所学校因日本大满贯冠军得主大坂直美小时候与父亲及姐姐一起在此练习网球而闻名。

## 交通设施
- 大阪地铁阿波座站